# Csehétfalva
Csehétfalva (románul Cehețel) település Romániában, Hargita megyében.

## Fekvése
Csehétfalva Hargita megye területén, a Nyikó mentén, a Firtos hegy tövében, erdőktől körülvéve, a Konyha patak mellett fekszik. Szomszédai: keleten Firtosváralja, nyugaton Tordátfalva, délen Tarcsafalva.
- Unitárius templom[halott link]

## Története
Nevének eredetéről két monda maradt fenn. Egyik szerint eredeti neve Cselédfalva volt. A firtosi várúr cselédei telepedtek ide s e település lassacskán faluvá fejlődött. A másik szerint mivel a település egy völgyben feküdt az ezt körülvevő erdők és ciheres helyekről Ciherfalvának nevezték.
Ez az elgondolás nem valószínű és mivel nincs tudományos alapja, ezért nem fogadható el. Mindkét név annyira tiszta fogalom és tisztán hangzó szó nyelvünkben, hogy az több százados használat után sem változhatott át oly gyökeresen. A legelfogadhatóbb Jakab Elek feltevése, aki a falu nevének gyökerét a székely nemekben és ágakban keresi s Csehérdfalvában állapítja meg. 
A falu neve a 15. századból származó peres iratokban többször szerepel, így Csehertffalva, Chiherfalwa 1585-ből, Chierdffalva, Chierffal 1590-ből, Csehertfalus 1596-ból, Chehértfalva, Cheherffalva a 18. század elejéről, Chehérdfalva a 18. század végéről. A mai nevét 1800 körül kapta.
A község keletkezéséről adataink nincsenek. Arra, hogy Csehétfalva már ősi település volt, történelmi adatok hozhatók bizonyítékképpen. A legrégebbi adat a faluról az első világháború idején elvitt régi harangon található évszám: 1481. Ezenkívül a már említett peres iratok is a falu ősi voltát igazolják.
1566-ban Cheherdfalva néven jelentkezik a forrásokban, 1567-ben a regestrum 17 kapuval jegyzi. 1602-ben Csehédfalva formában fordul elő. Régen Tarcsafalva filiája volt. Egy 1618-ból való egyezséglevélből az derül ki, hogy elszakad az anyaegyháztól, s így bizonyos, hogy korán volt saját temploma. Ez a régi templom a falu keleti szélén egy dombtetőn állott, s temető vette körül. 1823-ban lebontják és anyagából a falu közepén újat építenek, amint azt mennyezeti felirata megörökíti. A régi templomból egy a 15. század stílusát képviselő szemöldökgyámos ajtókeretet az új templomtorony alatti bejárathoz építettek be. Ugyanebből a korból való a harangja, de pontos dátummal: „O REX GLORIE VENI CUM PACE ANNO DOMINI 1481”. Az első templom boltozatos lehetett, a késő gótikus korból. 1631-ben átalakították, amikor festett kazettás mennyezetet kap, de 1789-ben még kívül megvannak a kőlábak, melyek a korábbi boltozatra utalnak. Egy 1688-as felirat „kereken való boltozást” örökít meg, vagyis diadalívet. Különálló faharanglábon két harangja volt. Tiszta katolikus lakói a reformáció során kevés kivétellel unitáriusok lesznek, a templommal együtt. A 18. században unitárius anyaegyház, és a következő század elején is csak unitárius temploma és egyháza van.

## Népessége
1869-re a lakosság száma 406-ra emelkedett s ettől kezdve állandósult a 400 körüli lélekszám egészen a kollektivizálási évekig. 1993. december 31-re a lelkészi jelentés kimutatása szerint a lélekszám 219-re zsugorodott, ami a falu elöregedését eredményezte. Ezt a szomorú tényt a máig is tartó kényszerű okok miatti elvándorlás eredményezte. Mára már nemcsak az iskola szűnt meg működni, de a faluból annyira hiányzik a fiatalság, hogy a falu 95%-a 60 éven felüli öreg. 2000. december 15- én a falu lélekszáma 165 volt.
A lakosság egésze székely (magyar), akik vallásukat tekintve unitáriusok.

## Híres emberek
- Itt született 1895-ben Izsák Domokos parasztköltő, népi elbeszélő, országgyűlési képviselő.